# 切爾切 (羅加京區)
49°25′45″N 24°33′12″E / 49.42917°N 24.55333°E

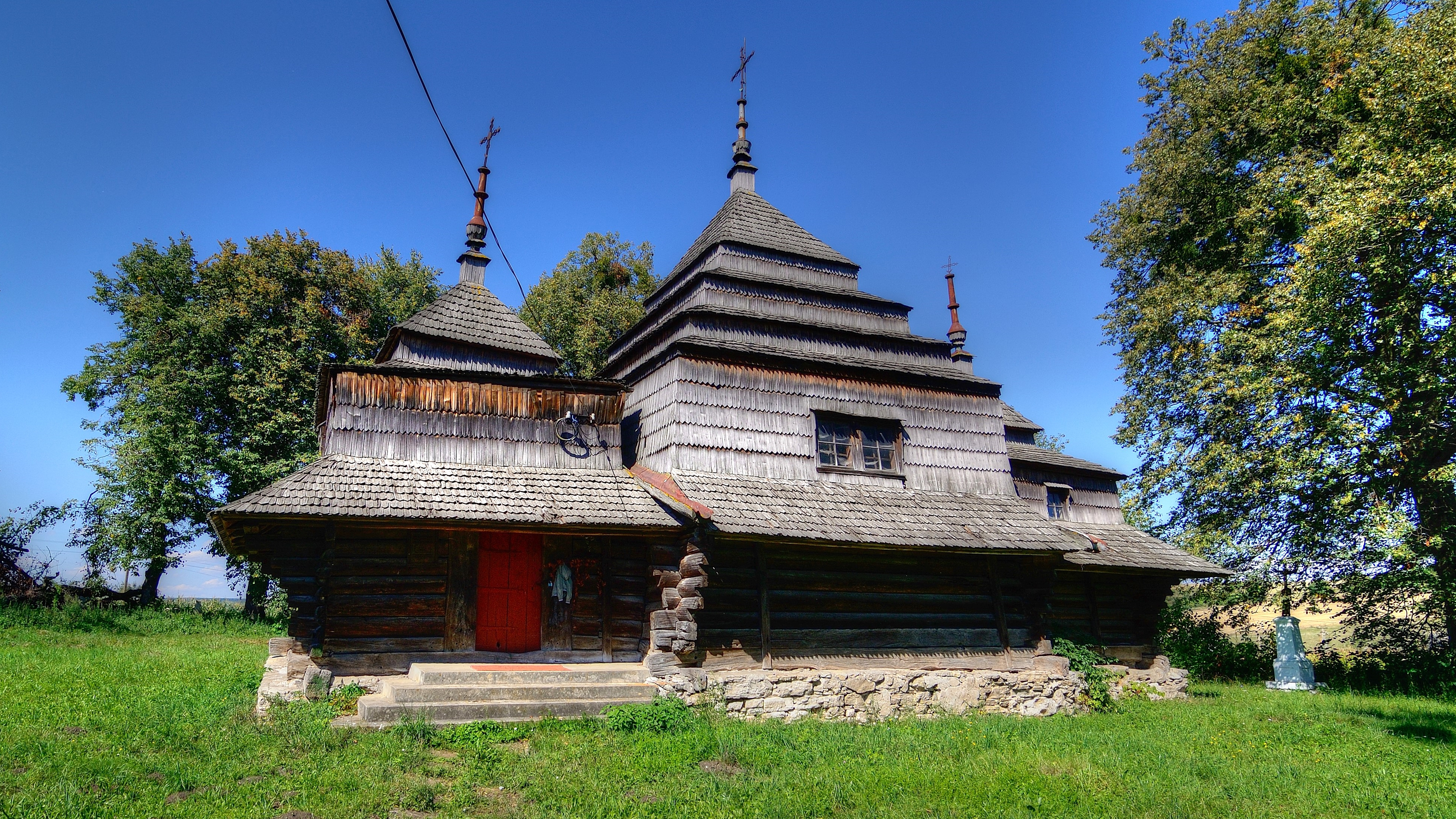

切爾切（烏克蘭語：Черче），是烏克蘭西部的村莊，隸屬伊萬諾-弗蘭科夫斯克州的伊萬諾-弗蘭科夫斯克區。該村始建於1443年，面積18.3平方公里，人口850，人口密度每平方公里63.7人。